# Cotiteas
Las Cotiteas (en griego Κοτύττια) eran fiestas nocturnas en honor de Cotito, diosa de la sexualidad, que se celebraban en Atenas, en Corinto, en la isla de Quío, en Tracia y en otras partes. Se la consideró un aspecto de Perséfone.
El apelativo "compañera de Otito" se usó como sinónimo de "prostituta".
Los sicilianos tenían una fiesta del mismo nombre, en la cual paseaban ramos de árboles de los cuales pendían tortas y frutos que cualquiera podía tomar.